# David Rivers

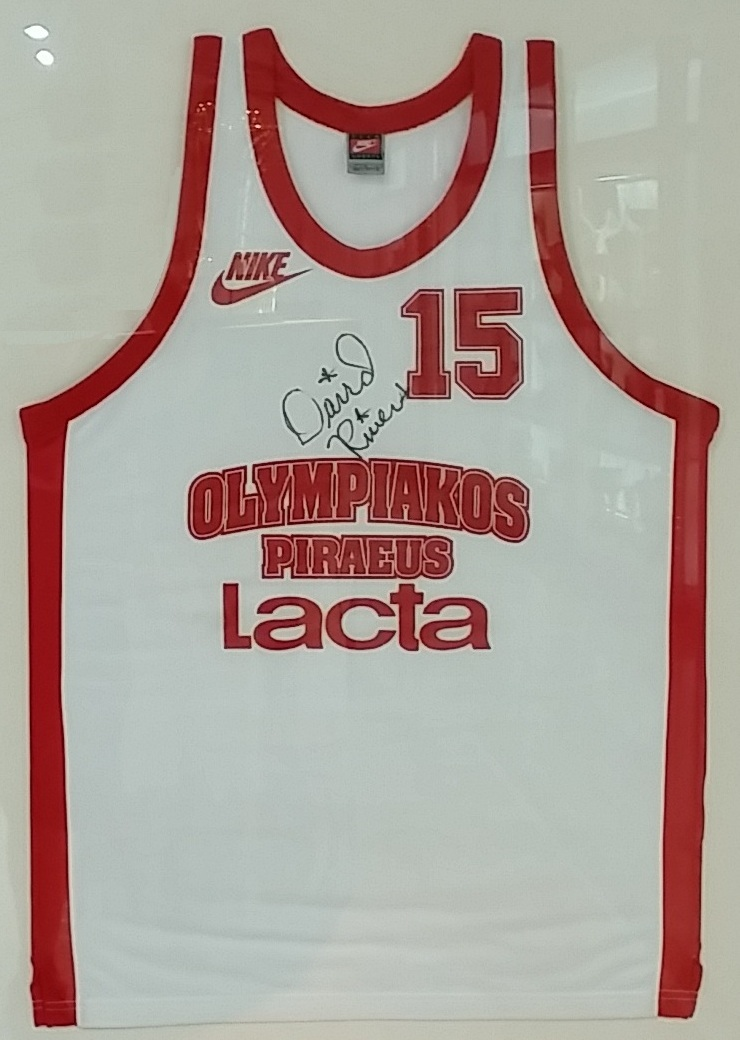
Koszulka Riversa z Olympiakosu (1997)

David Lee Rivers (ur. 20 stycznia 1965 w Jersey City) – amerykański koszykarz, występujący na pozycji rozgrywającego oraz trener koszykarski, wicemistrz NBA, mistrz Euroligi oraz rozmaitych lig krajowych, wielokrotny MVP oraz uczestnik europejskich spotkań gwiazd.
W 1984 wystąpił w meczu gwiazd amerykańskich szkół średnich – McDonald’s All-American.
W 1989 roku został wybrany w rozszerzającym drafcie przez zespół Minnesoty Timberwolves.
Podczas pierwszego spotkania finałów CBA w 1992 roku wyrównał rekord tej ligi, notując 17 asyst w wygranym 105–95 spotkaniu z  Rapid City Thrillers. W meczu numer 2 trafił 14 na 14 rzutów wolnych, natomiast w spotkaniu nr 7, decydującym o tytule mistrzowskim zaliczył 27 punktów oraz 10 asyst.

## Osiągnięcia

### NCAA
- Uczestnik:
  - rozgrywek Sweet 16 turnieju NCAA (1987)
  - II rundy turnieju NCAA (1985, 1987)
  - turnieju NCAA (1985–1988)
- Zaliczony do[3]:
  - II składu All-American (1988 przez NABC)[4]
  - III składu All-American (1987)
  - NCAA Championship All-Regional Team (1987)
  - University of Notre Dame All-Century Basketball Team (2004)

### Drużynowe
- Wicemistrz NBA (1989)[5]
- Mistrz:
  - Euroligi (1997)[6]
  - Grecji (1996, 1997)
  - Turcji (1999, 2000)[7]
  - Francji (1995)[7]
  - CBA (1992)[2]
- Wicemistrz:
  - Grecji (2001)
  - Włoch (1998)
  - Francji (1994)
- Zdobywca Pucharu:
  - Turcji (1999, 2000)
  - Grecji (1997)
  - Włoch (1998)[7]
- 3. miejsce w Pucharze Grecji (2001)

### Indywidualne
- MVP:
  - Final Four Euroligi (1997)[6]
  - meczu FIBA EuroStars (1996)[8]
  - ligi greckiej (1997)
  - pucharu Grecji (1997)
  - meczu gwiazd ligi francuskiej (1995)[9]
  - CBA play-off (1992)[10]
  - zagraniczny ligi francuskiej (1995)[7]
- Uczestnik meczu gwiazd:
  - FIBA EuroStars (1996–1999)
  - francuskiej ligi LNB Pro A (1994, 1995)
- Lider:
  - strzelców finałów Euroligi (1997)
  - Euroligi w:
    - asystach (2000)
    - przechwytach (1998)

  - CBA w asystach (1992, 1993)
- Zaliczony do I składu All-CBA (1992)